# Svarttjärnen (Ytterlännäs socken, Ångermanland, 698524-157651)
Svarttjärnen är en sjö i Kramfors kommun i Ångermanland och ingår i Ångermanälvens huvudavrinningsområde.